# Gendarmerie ottomane
La gendarmerie ottomane est une force de maintien de l'ordre qui a existé sous l'Empire ottoman jusqu'en 1923. Elle est à l'origine de l'actuelle gendarmerie turque (Jandarma).

## Origines

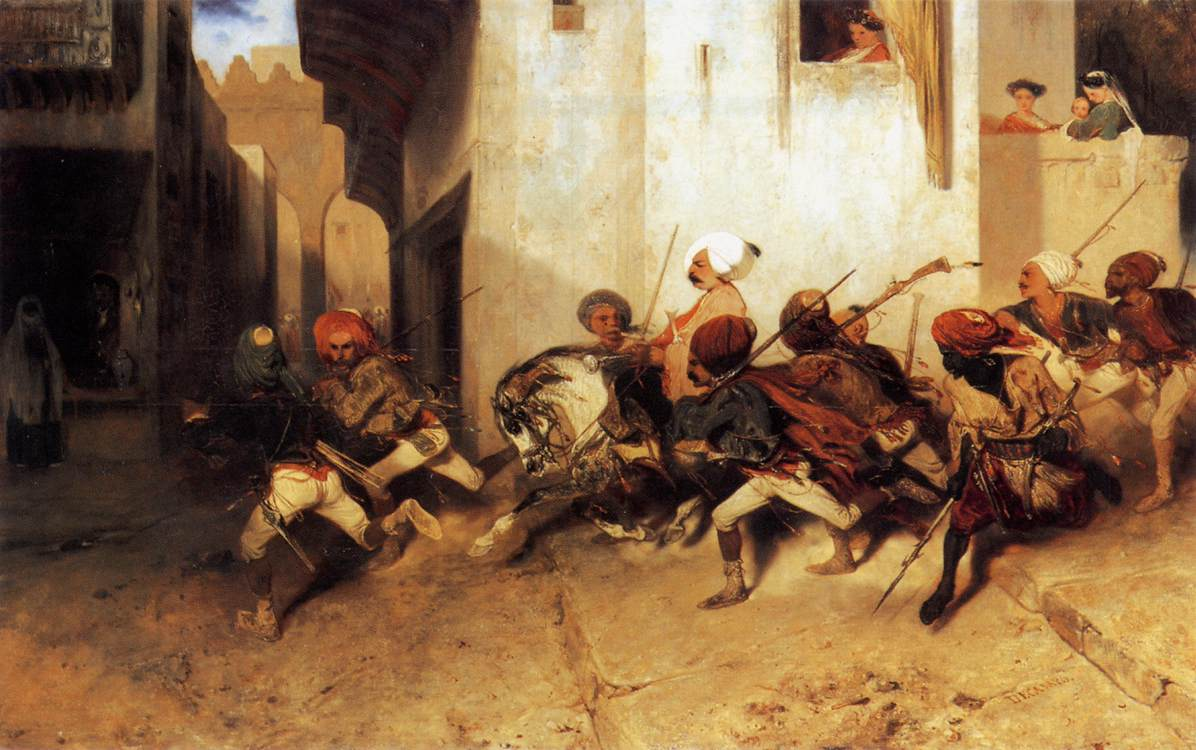
La patrouille turque, le chef de la police de Smyrne et ses hommes, toile d' Alexandre-Gabriel Decamps, 1831.

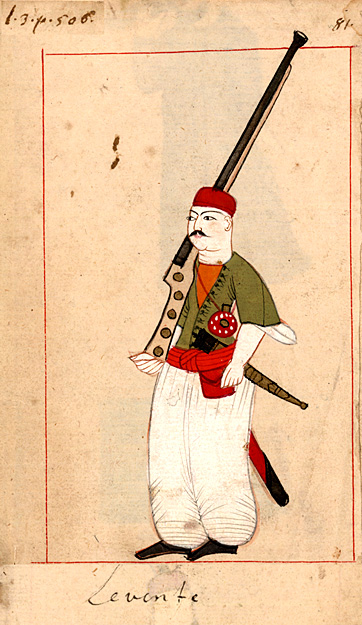
Soldat irrégulier ottoman, recueil de l'ambassadeur suédois Claes Rålamb, 1657

Le maintien de l'ordre est une préoccupation constante des États turcs depuis le Moyen Âge. Des forces ont été créées à cet effet par les Seldjoukides (Surta) puis par les Ottomans sous les noms successifs de Subaşı, Zaptiye et plus tard, sous l'influence française, de Jandarma. Les postes de garde, qui servaient en même temps de relais de poste, étaient désignés sous le nom de karakol. Il y en avait plusieurs dans l'agglomération d'Istanbul, à Beyoğlu, sur la rive européenne, et à Aziziye (Kadıköy), sur la rive d'Asie. Ils étaient sous l'autorité du cadi en ville, du sandjakbey dans les sandjaks et du beylerbey dans les provinces. Après l'abolition du corps des janissaires en 1826, les forces armées turques font l'objet d'une série de réformes. Les décrets du 14 juin 1839 et du 16 février 1846, dans la période du Tanzimat, instaurent un corps de gendarmerie (Zaptiye Müşirliği) sous un commandement central (Umur-u Zaptiye). Le 20 novembre 1879, le grand vizir Küçük Mehmed Said Pacha (en), avec l'aide d'officiers britanniques et français, établit le statut du Commandement général de la Gendarmerie (Umum Jandarma Merkeziyesi) sur le modèle occidental.

## Rôle à la fin de l'époque ottomane

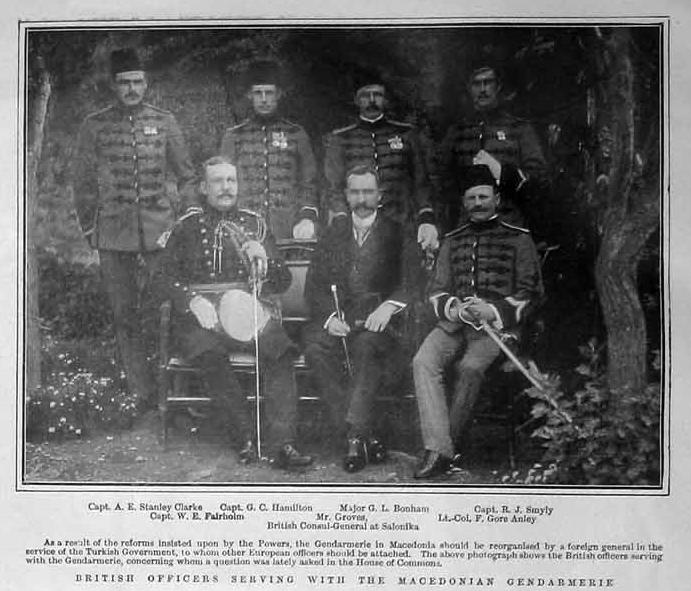
Officiers britanniques en mission dans la gendarmerie ottomane, 1904

À la fin de l'époque ottomane, les attributions de la gendarmerie comprennent la garde des bâtiments publics et des prisons, le service postal, la poursuite des brigands et des réfractaires au service militaire. Le gendarme doit généralement acheter sa place auprès du commandant du régiment local et se rembourse par des bakchich et des prélèvements sur la population rurale ; il n'y a pas de critères précis de sélection et un officier français qualifie la gendarmerie d'« instrument d'anarchie et d'oppression ». À  Constantinople, le rôle de la gendarmerie décline après la réforme de 1879 qui la sépare de la police : il ne reste que 5 régiments de gendarmerie dans le vilayet de Constantinople à côté de 2 divisions de police, et les gendarmes, invoquant leur statut militaire, ne coopèrent pas volontiers avec la police. Le karakol (caserne de gendarmerie) d'Aziziye échappe à la tutelle de la police jusqu'en 1914 ; à cette date, il passe sous la tutelle de l’administration du port.
Pendant les guerres balkaniques, la gendarmerie, peu disciplinée et exclusivement musulmane, est souvent impliquée dans des exactions contre les populations chrétiennes. En 1903, sous la pression des puissances européennes, le sultan Abdülhamid II doit accepter le programme de Mürzsteg qui place la gendarmerie ottomane de Macédoine sous la tutelle d'un Comité militaire international dirigé par le général italien Degiorgis : celui-ci prend ses fonctions au début de 1904. Les officiers austro-hongrois supervisent la région de Skopje (vilayet du Kosovo), les Russes celle de Salonique, les Italiens celles de Monastir (Bitola) et de Kastoria, les Britanniques celle de Dráma et les Français celle de Serrès. Une école d'officiers est ouverte à Salonique. Les gendarmes ottomans, dès lors mieux encadrés et payés régulièrement, cessent temporairement leurs exactions contre les civils. L'image de la gendarmerie s'améliore aussi aux yeux des Ottomans : lors de la restauration du Parlement ottoman après la révolution des Jeunes-Turcs en 1908, plusieurs députés déclarent que la Macédoine ottomane a besoin de davantage de gendarmes et de policiers et non de davantage de troupes. À partir de 1910-1911, des manuels d'instruction sont distribués aux policiers et gendarmes.
Cependant, la révolution des Jeunes-Turcs amène un réveil nationaliste et une nouvelle réorganisation de la gendarmerie. Les Austro-Hongrois et les Russes se retirent du comité tandis que les Britanniques, Français et Italiens restent sur place. Le colonel (puis général) français Charles-Louis-Albert Baumann devient « Inspecteur général de la gendarmerie ottomane ». La guerre italo-turque de 1911-1912 entraîne le départ de la mission italienne.
En 1913, le grand vizir Mahmoud Chevket Pacha procède à une nouvelle réforme de la gendarmerie, lui conférant un plein statut militaire. Elle compte alors 80 000 hommes dont 15 000 postiers et 15 000 garde-frontières. Son niveau de recrutement est assez bas et elle accepte d'anciens bandits.
En 1914, l'entrée de l'Empire ottoman dans la Première Guerre mondiale entraîne le départ des officiers britanniques et français. À partir de 1915, la gendarmerie ottomane est impliquée dans le génocide arménien. Certains gendarmes s'efforcent de protéger la population arménienne, mais plusieurs unités, souvent composées de repris de justice et encadrées par des officiers âgés, de la génération antérieure aux réformes, participent aux déportations, aux massacres et aux viols collectifs. Pendant le conflit, l'effectif de la gendarmerie rurale doit être multiplié par huit pour combattre les bandes de déserteurs armés.
La Jandarma joue un rôle considérable dans la défense du territoire lors de la Première Guerre mondiale en Orient et plus tard dans la guerre d'indépendance turque de 1919-1923.